# Kuwanimyia conspersa
Kuwanimyia conspersa là một loài ruồi trong họ Tachinidae.